# قالی گنجه

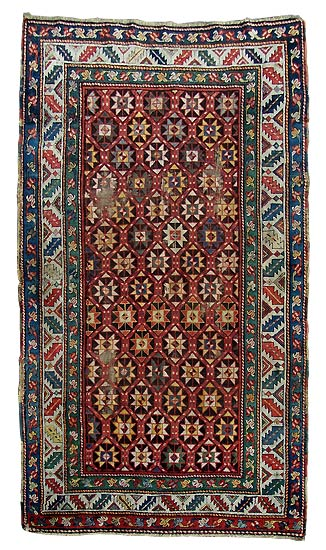
قالی گنجه

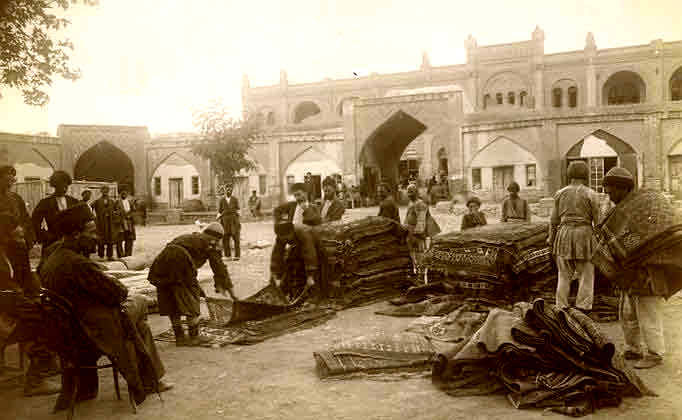
قالی فروشان آذری اهل گنجه

قالی گنجه، نوعی از قالی آذربایجانی منسوب به منطقه جغرافیایی گنجه در جمهوری آذربایجان که شامل فرش دست باف، قالی، فرش ساده، طرح‌های جابجایی زاویه‌ای و اشباع رنگ شدید مشخص می‌شود. اغلب طرح تابلوفرش و قالی گنجه متشکل از ستاره‌ها، یا سه مدال هندسی مرتب در محور طولی فرش می‌باشد. رنگ‌های مورد استفاده در قالی مذکور از آبی، آبی تیره، قرمز روناس و... تشکیل شده است.